# Allotinus bajanus
Allotinus bajanus är en fjärilsart som beskrevs av Hans Fruhstorfer 1913. Allotinus bajanus ingår i släktet Allotinus och familjen juvelvingar. Inga underarter finns listade i Catalogue of Life.